# Giovane pescatore
Il Giovane pescatore (The Fisher Boy), talvolta citato semplicemente come Pescatore, è una scultura neoclassica in marmo dello scultore statunitense Hiram Powers, modellata tra il 1841 e il 1844. Esistono varie versioni dell'opera: la più celebre è conservata al museo d'Arte Metropolitana di New York, mentre una versione in gesso si trova allo Smithsonian American Art Museum di Washington.

## Storia

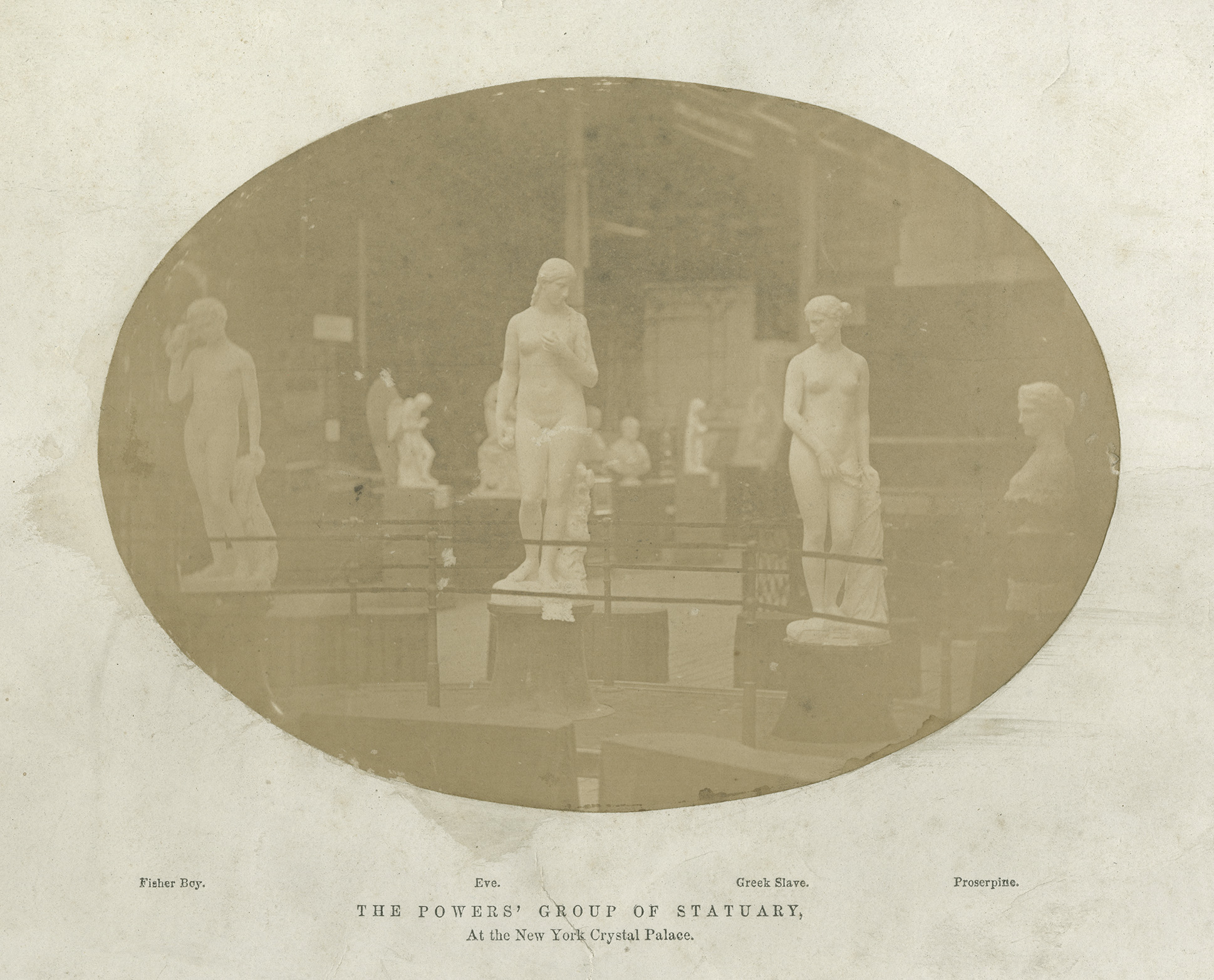
La statua (a destra) esposta al palazzo di cristallo nel 1853

Powers iniziò a lavorare al Giovane pescatore a Firenze, in Italia, dove aveva guadagnato una reputazione internazionale per i suoi soggetti idealizzati. Egli si riferiva a questa figura definendola "una sorta di Appollino (sic)”, accostandola quindi alle raffigurazioni antiche del dio greco-romano Apollo, ritenuto l'epitome della giovinezza virile. Nel 1853, questa e altre opere di Hiram Powers vennero esposte al palazzo di cristallo newyorkese, oggi non più esistente, mentre nel 1861 il Pescatore venne esposto a Firenze. L'opera ispirò inoltre una poesia di Horatio Nelson Powers.

## Descrizione
L'opera, l'unico nudo maschile dell'artista, raffigura un ragazzo nudo in piedi che si appoggia alla rete di una barca, su una spiaggia sabbiosa. Egli porta una conchiglia all'orecchio così da poter "ascoltare il mare". La sua espressione facciale e la posa rilassata evocano la scultura greca antica, che raffigurava spesso dei giovani alle soglie della pubertà. Delle conchiglie parzialmente incise sulla base evocano l'ambientazione marittima dell'opera. Probabilmente la fonte di ispirazione principale è una statua ritraente una ragazza che porta una conchiglia all'orecchio scolpita dallo scultore tedesco Carl Steinhäuser.